# Morris-Wasserlabyrinth
Das Morris-Wasserlabyrinth (engl. Morris water maze) ist eine Versuchsapparatur für Verhaltensexperimente mit Nagetieren.

Schematische Zeichnung des Navigationstests im Morris-Wasserlabyrinth für Ratten. Gesunde Ratten lernen sehr schnell anhand der visuellen Landmarke die versteckte Plattform nach erneutem Einsetzen des Tieres (N,E,S,W) wieder zu finden. Eingezeichnete Maße können abweichen.

Sie besteht aus einem runden Becken, das mit trübem Wasser gefüllt und seitlich mit ausgeprägten Markierungen versehen ist, sogenannten externen Hinweisreizen. Im Experiment selbst werden die Tiere über mehrere Tage hinweg trainiert, selbständig eine unter der Wasseroberfläche befindliche, nicht sichtbare Plattform zu finden und sich deren räumliche Position zu merken. Das Experiment zielt also vor allem auf die Untersuchung des räumlichen Lernens der Tiere und der Einflüsse auf dieses.
Der Vorteil des Paradigmas gegenüber herkömmlichen einfachen Labyrinthen im Tierexperiment besteht darin, dass es keine lokalen Landmarken gibt, sondern nur globale und dass die Aufgabe aufgrund des Fluchtverhaltens der Tiere einen hohen Motivationsfaktor aufweist.
Die Bezeichnung Labyrinth ist im strengen Sinne falsch, da ein solches per definitionem abgrenzbare Wege aufweist, was im Morris-Wasserlabyrinth nicht der Fall ist.
Das Morris-Wasserlabyrinth wird oft ins Humanexperiment als virtuelle Realität übertragen. Es ist nach dem britischen Neurowissenschaftler Richard G. Morris benannt, der es um 1979 entwickelte.